# Matías Ibáñez
Matías Alejandro Ibáñez Basualdo (Buenos Aires, 16 dicembre 1986) è un calciatore argentino, portiere dell'Olimpo.

## Palmarès
- Campionato argentino di seconda divisione: 1

Olimpo: 2009-2010
- Segunda División: 1

Eibar: 2013-2014